# Zelfreferentie

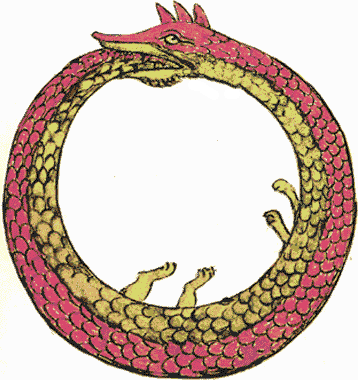
Ouroboros, symbool voor zelfreferentie

Zelfreferentie is een term uit de formele wetenschappen, met name de logica, informatica en filosofie, die het vermogen van een formeel systeem aanduidt om naar zichzelf te verwijzen. Zelfreferentie is een complexe eigenschap, die bij veel logische paradoxen een rol speelt.
Natuurlijke talen hebben altijd de mogelijkheid van zelfreferentie; in de taal kunnen uitspraken over de taal gedaan worden.
In de informatica hebben alle praktische (Turingvolledige) programmeertalen de mogelijkheid van zelfreferentie; programma's kunnen zichzelf recursief aanroepen. Ook compilers die zichzelf kunnen compileren vertonen een vorm van zelfreferentie.
Een bekend voorbeeld van zelfreferentie is de reclameslagzin Wij van Wc-eend adviseren Wc-eend.